# Pramono Anung
Pramono Anung Wibowo (nacido el 11 de junio de 1963) es un político indonesio que se desempeñó como Secretario del Gabinete desde 2015 hasta 2024. Es miembro del Partido Democrático de Indonesia por la Lucha (PDI-P). Anteriormente, ocupó un cargo en la Cámara de Representantes de Indonesia desde 2004 hasta 2015, incluyendo el puesto de vicepresidente de la cámara desde 2009 hasta 2014. En la actualidad, se postula para las elecciones gubernamentales de Yakarta de 2024 como candidato del PDI-P.